# Katie Meili
Katie Meili (Carrollton, Texas, 1991. április 16. –) olimpiai bajnok amerikai úszónő. 
Aranyérmet nyert a női 4 × 100 méteres vegyesváltóval a 2016-os riói olimpián, ahol az előfutamban úszott.  Egyéni 100 méter mellen bronzérmet szerzett. 2017-ben az úszó-világbajnoksgon ezüstérmes lett 100 m mellen.
A Columbia Egyetem tanulója.
Egyéni legjobb idejei:
- 50 m mell: 29,99
- 100 m mell: 1:05,03
- 200 m mell: 2:23,18